# Галбиори (Констанца)
Галбиори (рум. Gălbiori) насеље је у Румунији у округу Констанца у општини Круча. Oпштина се налази на надморској висини од 89 m.

## Становништво
Према подацима из 2002. године у насељу је живело 332 становника, од којих су сви румунске националности.